# Sergei Wladimirowitsch Schirobokow
Sergei Wladimirowitsch Schirobokow (russisch Сергей Владимирович Широбоков, bei der IAAF englisch Sergey Shirobokov; * 11. Februar 1999) ist ein russischer Geher.
Mit einer Zieleinlaufzeit von 42:24,41 Minuten errang Schirobokow für Russland startend bei den Leichtathletik-U18-Weltmeisterschaften 2015 im kolumbianischen Cali die Goldmedaille im 10.000-Meter-Bahngehen. Zwei Jahre später konnte Schirobokow diesen Erfolg mit einer Zeit von 43:21,29 Minuten in derselben Disziplin bei den Leichtathletik-U20-Europameisterschaften 2017 im italienischen Grosseto, wo er aufgrund der Sperre des russischen Leichtathletikverbandes unter neutraler Flagge antrat, wiederholen. Knapp einen Monat später scheiterte Schirobokow – weiterhin neutral an den Start gehend – im 20-km-Gehen der Leichtathletik-Weltmeisterschaften 2017 im englischen London mit 1:18:55 Stunde knapp am erstplatzierten Kolumbianer Éider Arévalo (1:18:53 Stunde) und musste sich noch vor dem Bronzemedaillengewinner Caio Bonfim aus Brasilien (1:19:04 Stunde) mit Silber begnügen.